# Liste der Monuments historiques in Crépand
Die Liste der Monuments historiques in Crépand führt die Monuments historiques in der französischen Gemeinde Crépand auf.

## Liste der Objekte
| Bezeichnung                     | Beschreibung                               | Standort                        | Kennzeichnung | Schutzstatus | Datum | Bild |
| ------------------------------- | ------------------------------------------ | ------------------------------- | ------------- | ------------ | ----- | ---- |
| Skulptur Maria Magdalena (1)    | Kalkstein, 16. Jahrhundert                 | in der Kirche St-Etienne (Lage) | PM21000690    | Classé       | 1931  |      |
| Skulptur Heiliger Christophorus | Kalkstein, farbig gefasst, 16. Jahrhundert | in der Kirche St-Etienne (Lage) | PM21000691    | Classé       | 1959  |      |
| Skulptur Maria Magdalena (2)    | Kalkstein, farbig gefasst, 17. Jahrhundert | in der Kirche St-Etienne (Lage) | PM21000692    | Classé       | 1960  |      |
| Glocke                          | Bronze, 1876 gegossen                      | in der Kirche St-Etienne (Lage) | PM21000693    | Classé       | 1960  |      |
| Skulptur Ecce homo              | Kalkstein, 16. Jahrhundert                 | in der Kirche St-Etienne (Lage) | PM21003532    | Inscrit      | 1975  |      |
| Weiße Kasel                     | Stoff, bestickt, 18. Jahrhundert           | in der Kirche St-Etienne (Lage) | PM21003533    | Inscrit      | 1975  |      |
| Gelbe Kasel                     | Seide, bestickt, zwischen 1815 und 1830    | in der Kirche St-Etienne (Lage) | PM21003534    | Inscrit      | 1975  |      |
| Kelchvelum                      | Seide, bestickt, Ende des 18. Jahrhunderts | in der Kirche St-Etienne (Lage) | PM21003535    | Inscrit      | 1975  |      |